# Palygorskita
La palygorskita o atapulgita es un mineral de la clase de los filosilicatos, y dentro de esta pertenece al llamado “grupo de la palygorskita”. Fue descubierta en 1862 en una mina en los montes Urales cerca de la localidad de Palygorskaya del krai de Perm, en la región económica del Ural (Rusia), siendo nombrada así por esta localidad. Sinónimos poco usados son: attapulgita o polygorskita.

## Características químicas
Es un filosilicato de aluminio y magnesio, hidroxilado e hidratado, con hábito de aspecto asbestiforme. No debe ser confundido con la sepiolita, aunque estudios recientes indican que ambas podrían tener la misma composición. Estructura en anillos de seis tetraedros conectados mediante bandas de octaedros.
Además de los elementos de su fórmula, suele llevar como impurezas: hierro y potasio.

## Formación y yacimientos
Aparece como mineral secundario producto de la alteración de silicatos de magnesio en suelos y en sedimentos. También se ha encontrado en margas lacustres, en rocas de carbonato y en rocas ígneas máficas. Se ha descrito en arcilla asociada a un movimiento de falla.
Suele encontrarse asociado a otros minerales como: calcita, dolomita, talco, clorita, cuarzo, calcedonia, ópalo o montmorillonita.